# Pierpaolo Zizzi
Pierpaolo Zizzi (Brindisi, 28 giugno 1981) è un attore italiano.

## Biografia
La sua carriera di attore ha avuto inizio in teatro, nel 1991, quando all'età di 10 anni ha interpretato il ruolo di Don Bosco da bambino ne La vita di Don Bosco, commedia musicale messa in scena al Teatro Salesiani di Brindisi.
Successivamente ha fatto parte del corpo di ballo nelle commedie musicali Smascherando e L'Odissea, allestite dalla Compagnia "Teatro città" di Brindisi.
Tra gli anni novanta e il 2000 ha studiato danza e recitazione a Bologna dove, con la Compagnia Teatro della Rabbia, ha recitato come interprete al Teatro San Martino in Altrove (diretto da Francesca Migliore). Sempre a Bologna è stato selezionato da Mattia Gandini (ballerino del Teatro Alla Scala di Milano) per partecipare alle coreografie del musical Pinocchio. 
Ha debuttato nel cinema nel 2009, interpretando il ruolo del giovane protagonista, Taddeo, nel film di Pupi Avati Gli amici del bar Margherita.
Trasferitosi in Spagna, ha proseguito il suo cammino artistico recitando in una commedia musicale nel 2020 e, diretto da Jesus Amate, è stato tra i protagonisti de La rana di Birmania e Variante 1940.
Nel 2021 fa parte del cast del film Me contro Te - Il film: Il mistero della scuola incantata dove interpreta il Signor S e canta il brano Noi no; ruolo che ha ripreso nel terzo film dei Me contro Te, Me contro Te - Il film: Persi nel tempo.
Il 3 maggio 2022 il film Me contro Te - Il film: Il mistero della scuola incantata riceve il "David dello spettatore" durante la serata in onda su Rai Uno dei David di Donatello 2022. Sul palco, oltre a Pierpaolo Zizzi il resto del cast e il regista Gianluca Leuzzi.

## Filmografia
- Gli amici del bar Margherita, regia di Pupi Avati (2009)
- Me contro Te - Il film: Il mistero della scuola incantata, regia di Gianluca Leuzzi (2021)
- Me contro Te - Il film: Persi nel tempo, regia di Gianluca Leuzzi (2022)
- Me contro Te - Il film: Missione giungla, regia di Gianluca Leuzzi (2023)
- Me contro Te - Il film: Vacanze in Transilvania, regia di Gianluca Leuzzi (2023)
- Me contro Te - Il film: Operazione spie, regia di Gianluca Leuzzi (2024)
- Me contro Te presenta: Cattivissimi a Natale, regia di Claudio Norza (2024)